# HMS Skramsösund (17)
HMS Skramsösund (17), även MUL 17, var en minutläggare i svenska marinen som togs i tjänst 1957. Fartyget hette MUL 17 tills 1985 då den fick sitt nuvarande namn Skramsösund. Hon var stationerad på östkusten.